# 若萨
若萨（法語：Josat，法語發音：[ʒoza]）是法国上卢瓦尔省的一个市镇，位于该省中西部，属于布里尤德区。

## 地理
若萨（45°12'46"N, 3°36'33"E）面积12.44 平方千米，位于法国奥弗涅-罗讷-阿尔卑斯大区上盧瓦爾省，该省份为法国中南部省份，北起多姆山省和卢瓦尔省，西接康塔爾省，南至洛泽尔省，东临阿尔代什省。
与若萨接壤的市镇（或旧市镇、城区）包括：拉沙佩勒贝尔坦、科拉、雅镇、马兹拉欧鲁兹、圣玛格丽特、瓦雷讷圣奥诺拉。

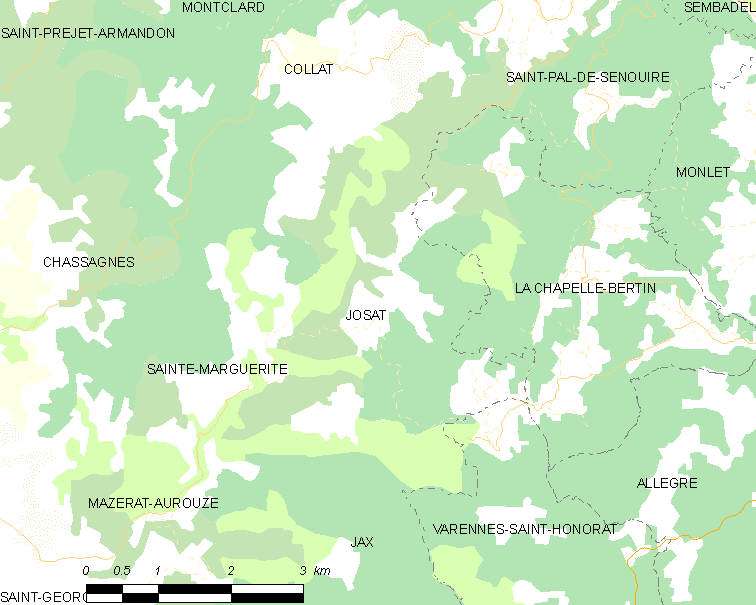
若萨的OSM定位图

若萨的时区为UTC+01:00、UTC+02:00（夏令时）。

## 行政
若萨的邮政编码为43230，INSEE市镇编码为43107。

## 政治
若萨所属的省级选区为拉法耶特地区县。

## 人口

1962-2008年间若萨人口变化图示

若萨于2022年1月1日时的人口数量为82人。